# 拉沙佩勒莱吕克瑟伊
拉沙佩勒-莱吕克瑟伊（法語：La Chapelle-lès-Luxeuil，法語發音：[la ʃapɛl lɛ lyksœj]，意为“吕克瑟伊附近的拉沙佩勒”）是法国上索恩省的一个市镇，属于吕尔区。

## 地理
拉沙佩勒-莱吕克瑟伊（47°46'16"N, 6°22'0"E）面积7.69 平方千米，位于法国勃艮第-弗朗什-孔泰大區上索恩省，该省份为法国东部内陆省份，北起顺时针与孚日省、贝尔福地区省、杜省、汝拉省、科多尔省和上马恩省接壤。
与拉沙佩勒-莱吕克瑟伊接壤的市镇（或旧市镇、城区）包括：圣索沃尔、阿永库尔、博东库尔、布罗特莱吕克瑟伊。
拉沙佩勒-莱吕克瑟伊的时区为UTC+01:00、UTC+02:00（夏令时）。

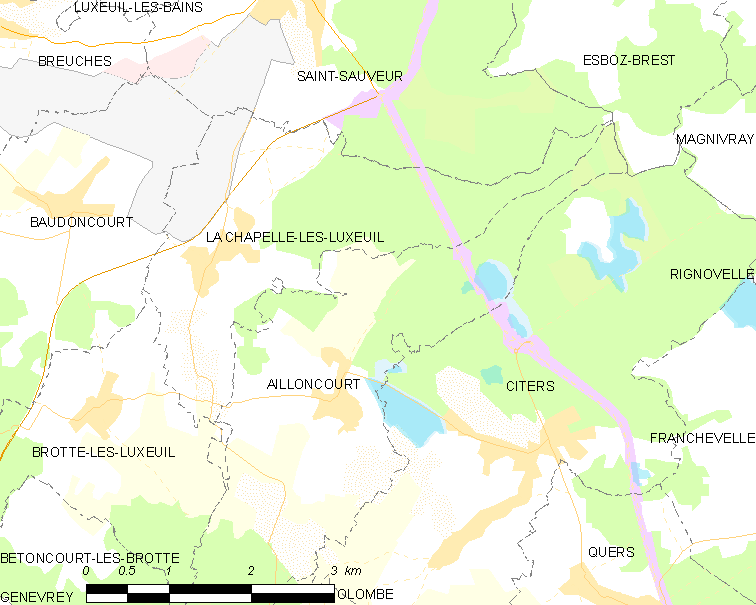
拉沙佩勒-莱吕克瑟伊的OSM定位图

## 行政
拉沙佩勒-莱吕克瑟伊的邮政编码为70300，INSEE市镇编码为70128。

## 政治
拉沙佩勒-莱吕克瑟伊所属的省级选区为吕克瑟伊莱班县。

## 人口

1962-2008年间拉沙佩勒-莱吕克瑟伊人口变化图示

拉沙佩勒-莱吕克瑟伊于2022年1月1日时的人口数量为382人。